# Was sehen wir, wenn wir zum Himmel schauen?
Was sehen wir, wenn wir zum Himmel schauen? (georgisch რას ვხედავთ, როდესაც ცას ვუყურებთ?, Ras wchedawt, rodessaz zas wuqurebt? / engl.:  Ras vkhedavt, rodesac cas vukurebt?) ist ein deutsch-georgischer Spielfilm von Alexandre Koberidse aus dem Jahr 2021. Der Liebesfilm, eingeteilt in zwei Teile, nahm an der 71. Berlinale im Internationalen Wettbewerb teil und wurde mit dem FIPRESCI-Preis ausgezeichnet. Ein deutscher Kinostart ist für 7. April 2022 geplant.

## Handlung
Die Medizinstudentin Lisa und der Fußballspieler Giorgi begegnen sich zufällig zweimal am selben Tag in der georgischen Stadt Kutaissi. Bereits der erste kurze Augenblick reicht aus, dass sie sich ineinander verlieben. Am Abend begegnen sie sich ein zweites Mal und verabreden sich für den nächsten Tag zu einem Treffen in einem Café. Auf den Nachhauseweg wird Lisa von einem Sämling, einer Überwachungskamera, einem Abflussrohr und dem Wind vor einem Fluch gewarnt, dem sie zum Opfer gefallen ist. Ihre Mitbewohnerin Maya versucht sie zu beruhigen und gibt ihr einen schwarzen Bernsteinring, der sie in der Nacht beschützen soll.
Als Lisa und Giorgi am nächsten Tag aufwachen, müssen sie feststellen, dass sie ein völlig anderes Aussehen besitzen. Der Fluch soll dafür sorgen, dass sie sich nicht wiederfinden. Auch verlieren beide ihr größtes Talent – Lisa ihr an der Universität erlerntes Wissen zur Medizin, Giorgi seine fußballerischen Qualitäten. Maya versucht Lisa zu beruhigen. Sie rät ihr, sich auf der Arbeit krankzumelden und trotzdem wie beabsichtigt Giorgi im Café zu treffen. Sollte er sie tatsächlich mögen, würde er die Wahrheit verstehen. Giorgi wiederum ist geschockt von seiner Verwandlung und wird auch nicht von seinem Fußballtrainer erkannt, der ihn als Fremden des Sportplatzes verweist. Lisa und Giorgi suchen wie verabredet am Abend das Café auf, erkennen sich aber nicht wieder. Beide gehen davon aus, dass sie vom jeweils anderen versetzt wurden.
Lisa muss ihre Arbeit in der Apotheke aufgeben. Sie findet einen neuen Job im Café, in dem sie ursprünglich Giorgi treffen wollte. Auch Giorgi beginnt für den Café-Besitzer zu arbeiten. Er soll mit sportlichen Wetten an einer entfernt aufgestellten Klimmzugstange Gäste ins Café lotsen. Lisa und Giorgi sehen sich zwar jeden Tag, erkennen sich aber nicht. Als die Fußball-Weltmeisterschaft im Ausland beginnt, will der Café-Besitzer mit einer Leinwand weitere Gäste anlocken, doch die Geschäfte laufen schlecht. Auch der Besuch Lisas bei einer Musiklehrerin, die angeblich Flüche mit Hilfe von Kaffee und Karten aufheben kann, ist nicht von Erfolg gekrönt. Durch Zufall werden Lisa und Giorgi als Liebespaar für einen Film gecastet. Dadurch kommen sie einander näher. Bei der Präsentation des Films in einem Kino erblicken beide ihr wirkliches Antlitz auf der Leinwand und erkennen sich damit wieder.
Am Ende stellt der Erzähler das „seltsame“ Thema und den Film selbst in Frage. Das Werk erzähle nichts über die Gesellschaft und sei „nutzlos“, doch würden solche Begebenheiten tatsächlich passieren, wenn auch selten.

## Hintergrund
Was sehen wir, wenn wir zum Himmel schauen? ist der Abschlussfilm des gebürtigen Georgiers Alexandre Koberidse an der Deutschen Film- und Fernsehakademie Berlin (DFFB). Er schrieb auch das Drehbuch. Das Filmprojekt entstand im Rahmen Initiative „LEUCHTSTOFF“ vom Rundfunk Berlin-Brandenburg (rbb) und dem Medienboard Berlin-Brandenburg, die Kinofilme aus der Region unterstützen soll. Als Koproduzenten traten der rbb, Sakdoc Film und New Matter Films in Erscheinung. Ebenfalls wurde das Projekt vom Georgian National Film Center gefördert.

## Veröffentlichung
Aufgrund der COVID-19-Pandemie wurde der Film am 3. März 2021 auf dem im Rahmen der Berlinale digital ausgetragenen Industry Event erstmals dem Fachpublikum und der Presse vorgestellt.

## Rezeption
Im internationalen Kritikenspiegel der britischen Fachzeitschrift Screen International belegte der Film mit drei von vier möglichen Sternen einen fünften Platz unter allen 15 Berlinale-Wettbewerbsfilmen. Die Rangliste führte der japanische Spielfilm Das Glücksrad und die deutsche Dokumentation Herr Bachmann und seine Klasse mit je 3,3 Sternen an.
Die Redaktion des deutschen Online-Portals Filmdienst wählte das Werk auf Platz sieben der besten Filme des Jahres 2022 und damit auch zur besten deutschen Koproduktion.

## Auszeichnungen
Mit Was sehen wir, wenn wir zum Himmel schauen? konkurrierte Koberidse um den Goldenen Bären, den Hauptpreis der Berlinale. Das Werk wurde mit dem FIPRESCI-Preis ausgezeichnet.